# فأر شجري برازيلي
الفأر الشجري البرازيلي (الاسم العلمي:Rhagomys) هو جنس من الحيوانات يتبع فصيلة الفأرية من رتبة القوارض.

## أنواع
هو جنس وحيد النوع يضم فقط:
- فأر شجري برازيلي أحمر (الاسم العلمي:Rhagomys musculus)